# Leonid (Tołmaczow)
Leonid, imię świeckie Dienis Władimirowicz Tołmaczow (ur. 12 maja 1975 w Moskwie) – rosyjski biskup prawosławny.

## Życiorys
Jest absolwentem Moskiewskiej Akademii Gospodarstwa Wiejskiego im. K. Timiriazewa (dyplom w 1997). W latach 1997–2001 uczył się w szkole duchownej przy monasterze Nikoło-Pierierwińskim w Moskwie; w 2005, po wyrównaniu różnic programowych, uzyskał dyplom ukończenia seminarium duchownego. W tym samym roku opublikował monografię poświęconą historii tegoż klasztoru. W 2002 wstąpił jako posłusznik do Pustelni Optyńskiej, zaś 20 kwietnia roku następnego złożył wieczyste śluby mnisze na ręce jej namiestnika, archimandryty Benedykta (Pieńkowa), przyjmując imię zakonne Leonid. 4 maja 2003 w soborze św. Jerzego w Kałudze przyjął z rąk arcybiskupa kałuskiego i borowskiego Klemensa święcenia diakońskie. 23 października 2006 ten sam hierarcha wyświęcił go na kapłana.
W trybie zaocznym ukończył w 2012 wyższe studia teologiczne na Moskiewskiej Akademii Duchownej. W latach 2013–2014 służył w placówce filialnej Pustelni Optyńskiej w Moskwie, od stycznia 2014 jako jej dziekan. 23 października 2014 otrzymał nominację na biskupa urżumskiego i omutnińskiego, w związku z czym 1 listopada 2014 został podniesiony do godności archimandryty. Jego chirotonia biskupia odbyła się 14 grudnia tego samego roku w monasterze św. Jana Chrzciciela w Moskwie pod przewodnictwem patriarchy moskiewskiego i całej Rusi Cyryla.
Postanowieniem Świętego Synodu, 14 lipca 2018 r. został namiestnikiem Pustelni Optyńskiej. Jednocześnie został przeniesiony do eparchii moskiewskiej miejskiej jako wikariusz patriarchy Cyryla, z tytułem biskupa możajskiego. 29 grudnia 2021 r. został zwolniony z pełnionych funkcji i przeniesiony do eparchii kałuskiej i borowskiej jako jej wikariusz, z tytułem biskupa tarusskiego. W 2023 r. mianowano go ordynariuszem eparchii iskitimskiej.